# Franchezca Valentina
Franchezca Valentina (Palm Springs, California; 17 de marzo de 1984) es una actriz pornográfica estadounidense. Ingresó a la industria del cine para adultos en 2005 y, a lo largo de su carrera, participó en más de 180 producciones.

## Nominaciones
- 2009 Premios AVN nominada – Mejor escena de sexo grupal entre mujeres – The Orifice[4]
- 2009 AVN Award nominee – Estrella desconocida del año[4]
- 2009 Premios XRCO nominada – Sirena desconocida[5]